# ニカラグア事件
|                                                                      |          |                                                                          |
| 当事国の位置。緑が原告国ニカラグア。オレンジが被告国アメリカ合衆国。 |          |                                                                          |
| 裁判の大まかな流れ                                                   |          |                                                                          |
| 1984年                                                               | 4月4日   | ニカラグアが安保理に決議案を提出し、アメリカの拒否権行使により決議案否決 |
| 1984年                                                               | 4月9日   | ニカラグアがアメリカをICJに提訴                                          |
| 1984年                                                               | 5月10日  | 仮保全措置命令                                                           |
| 1984年                                                               | 11月26日 | 先決的判決                                                               |
| 1985年                                                               | 1月18日  | アメリカが出廷拒否を宣言                                                 |
| 1986年                                                               | 6月27日  | 本案判決                                                                 |
| 1986年                                                               | 7月31日  | アメリカが拒否権行使により判決履行を求める安保理決議案を否決（1回目）    |
| 1986年                                                               | 10月28日 | アメリカが拒否権行使により判決履行を求める安保理決議案を否決（2回目）    |
| 1986年                                                               | 11月3日  | 国連総会の判決履行勧告決議（1回目）                                      |
| 1987年                                                               | 9月7日   | ニカラグアが賠償額算定をICJに申し立てる                                  |
| 1987年                                                               | 11月11日 | 国連総会の判決履行勧告決議（2回目）                                      |
| 1988年                                                               | 12月9日  | 国連総会の判決履行勧告決議（3回目）                                      |
| 1989年                                                               | 12月9日  | 国連総会の判決履行勧告決議（4回目）                                      |
| 1991年                                                               | 9月12日  | ニカラグアが請求取り下げをICJに通告                                      |
| 1991年                                                               | 9月26日  | 裁判終了命令                                                             |

ニカラグア事件（ニカラグアじけん、英語:Nicaragua Case、フランス語:Affaire Nicaragua）は、ニカラグアに対する軍事行動などの違法性を主張し、1984年4月9日にニカラグアが違法性の宣言や損害賠償などを求め、国際司法裁判所（ICJ）にアメリカを提訴した国際紛争である。1986年6月27日に本案判決が下されICJはアメリカの行動の違法性を認定したが、結局アメリカの賠償がないままニカラグアの請求取り下げを受けてICJは1991年9月26日に裁判終了を宣言した。
国家間の武力紛争の合法性が裁判の場で争われることは稀であり、中でも本件のICJ判決は国際法上の集団的自衛権行使のための要件や武力行使禁止原則の内容について初めて本格的な判断がなされたリーディングケースといえる判例である。しかしニカラグアへの損害賠償などを命じたICJの判決をアメリカは履行せず、その上判決履行を求めてニカラグアが安保理に提訴するも再度アメリカの拒否権行使によって否決されたなど、本件でICJは裁判所として紛争解決の機能を果たすことができなかったとする批判もある。

## 背景

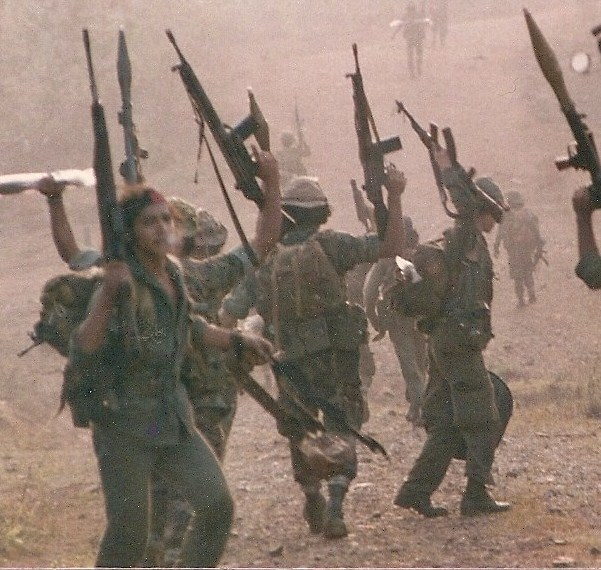
1987年に撮影されたコントラの兵士たち。

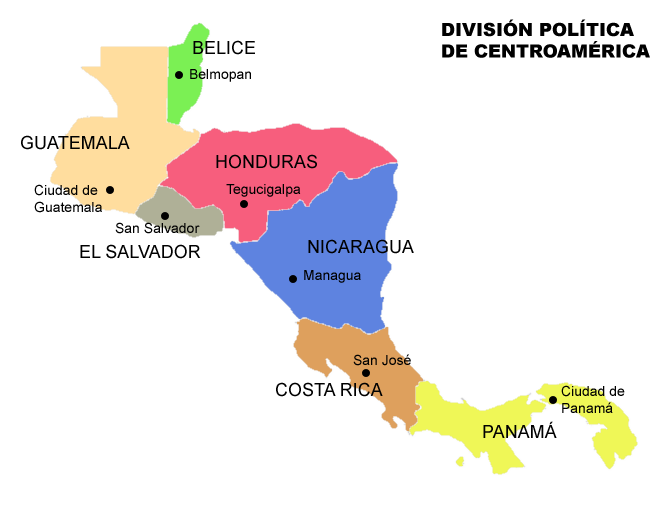
中米の地図。青がニカラグア。アメリカはエルサルバドル（灰）、ホンジュラス（赤）、コスタリカ（茶）も本件の関係国であるとして、これら3カ国の訴訟参加の必要性を主張した。#強制管轄受諾宣言参照。

### アメリカの対中米政策
1959年のキューバ革命の成功により中米地域は冷戦下の東西対立構造の中に組み込まれていくことになり、この地域においては親ソ勢力を排除することがアメリカの政策上の柱となった。特に反米的な勢力が政権の座についたり、そのような可能性がある場合にはアメリカはこの地域に対して軍事力を行使することすらためらわなかった。こうしたアメリカの動きは、例えばソ連のキューバにおけるミサイル配備計画の発覚（キューバ危機）に続くキューバ敵視政策、1965年のドミニカ共和国占領、1983年のグレナダ侵攻などにみられる。ニカラグア革命後のニカラグアに対しても同様に、アメリカは親ソ勢力排除を目的とした介入をおこなった。
1979年、ニカラグアを43年間にわたり支配してきたソモサ政権が武力により反政府組織サンディニスタ民族解放戦線に打倒され、新たな左翼政権が樹立された（ニカラグア革命）。アメリカ合衆国は経済援助を行うなど新政権に対して当初友好的であったが、新政権は西側諸国との関係を築いていく一方でキューバをはじめとする共産圏との関係も緊密にしていった。1981年に発足したアメリカのレーガン政権はサンディニスタ民族解放戦線が周辺諸国の反政府組織に武器弾薬などの供与し、ニカラグアがソ連の米州進出や麻薬取引・テロリズムの拠点になっているとの理由でこれを米州全体の脅威とし、経済援助を停止して次第にニカラグアの反政府武装組織コントラを支援するようになった。コントラはホンジュラスやコスタリカとの国境地帯に基地を設けて活動し、1980年代半ばには約1万5千人の兵力を有するほどまでに拡大した。
ニカラグアが後に国際司法裁判所に主張したところによると、アメリカはコントラの人員募集、武器供与、訓練など行いニカラグアを攻撃させてニカラグア市民に損害を与えたほか、中央情報局（CIA）の職員がニカラグアの港湾施設に機雷を敷設して第三国の船舶にまで損害を与えたり、空港や石油施設への攻撃、偵察飛行や領空侵犯を行ったという。1984年3月、ニカラグアはアメリカによる一連の行動を「侵略」であると主張し、国連安保理に提訴しアメリカを非難する決議案を提出したが、この決議案は4月4日の安保理理事会にてアメリカの拒否権行使によって否決された。この決議案に対しては反対票を投じたアメリカと投票を棄権したイギリスを除き、すべての理事国が賛成票を投じていた。

### ニカラグアによる提訴
ニカラグアは「アメリカがニカラグアに対し武力行使と内政干渉を行い、ニカラグアの主権、領土保全、政治的独立を侵害し、国際的に受け入れられた国際法の基本的原則に違反している」と主張し、1984年4月9日にアメリカを国際司法裁判所（ICJ）に一方的に提訴した。またニカラグアは提訴に際して仮保全措置を申請した。仮保全措置命令とはICJ規程第41条に基づき訴訟当事国の利益を保護するために裁判所が暫定的に指示する措置のことであり、当事国の権利が本案に関する判決を待っていたのでは回復不能なほどに侵害されるおそれがある場合になされる。本件でニカラグアが請求した仮保全措置の内容は以下の通り。
- アメリカが、ニカラグアに対する軍事的・準軍事的活動を行う者に対する援助を即座に中止すること。
- アメリカ軍やアメリカ合衆国当局によるニカラグアに対しての軍事的・準軍事的活動を中止し、ニカラグアに対する武力による威嚇、武力の行使を即座にやめること。

アメリカは本件を審理する管轄権がICJにないため仮保全措置命令を下す権限もないと主張したが、ICJはアメリカの主張を認めず1984年5月10日に仮保全措置命令を下し、アメリカに対して特に機雷を敷設するなどニカラグアの港湾への出入りを危険にさらす行動を控えること、そして両国に対しさらなる事態の悪化をまねくような行動を慎むこと、を命じた。しかし1985年にニカラグアに対する経済封鎖政策を開始するなど、結局アメリカがこの命令に従うことはなかった。

## 先決的判決

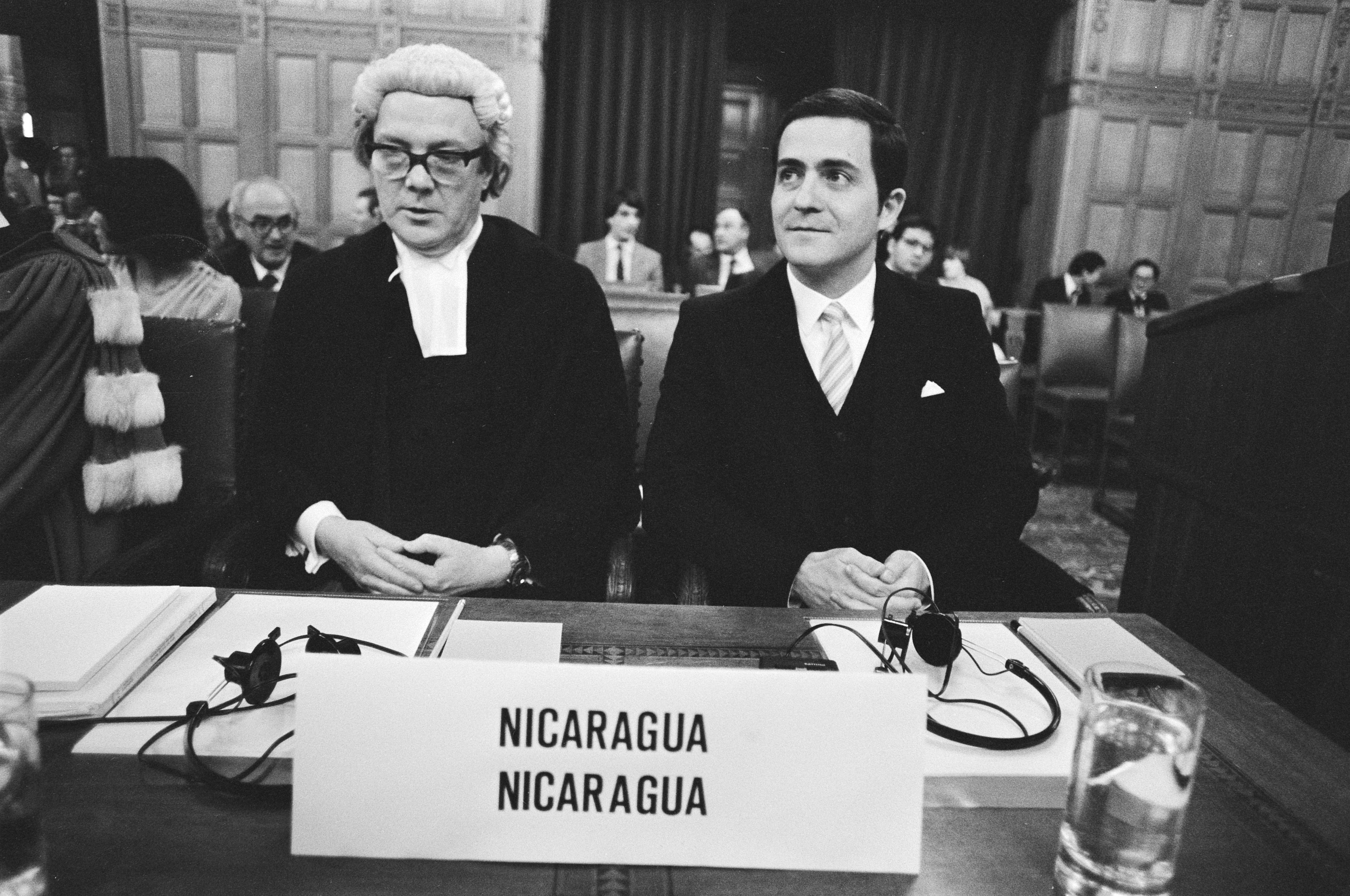
1984年11月26日の先決的判決言渡しの際のニカラグア代表団。

国際司法裁判所（ICJ）に限らず、国際裁判において当事者(通常は被告)が事件の本案に先立って予備的に議論すべき事柄であるとして、本案の審理を阻止するために行う抗弁を先決的抗弁という。この先決的抗弁は大きく2つに分類され、その事案について裁定する権能が裁判所にあるかどうかを争う抗弁を管轄権に対する抗弁といい、訴えの利益を欠くなど訴訟の本案以外の理由で原告の請求を受理しないと裁定すべきとする抗弁を請求の受理可能性に対する抗弁という。本件において被告国アメリカは、管轄権に対する抗弁と受理可能性に対する抗弁との双方を含む広範にわたる事項に関して先決的抗弁を行い本案の審理へと進むことを阻止しようとしたが、ICJは1984年11月26日の判決でアメリカの抗弁を却下し、1986年6月27日の本案判決へと進むことを決定したのであった。ここでは1984年11月26日の先決的判決について概観する。

### 管轄権
国家間の国際紛争が付託される場合、ICJの管轄権は基本的に紛争当事国間の合意の存在を前提としている。紛争当事国が紛争発生後に合意を取り交わしICJに付託する方式もあるが、本件でニカラグアが主張したICJの管轄権は両国間の強制管轄受諾宣言や紛争発生前の両国間合意(友好通商航海条約第24条第2項)に基づくものであった。アメリカはICJの管轄を否定する抗弁を行ったが、ICJはこれをすべて退け本件に対する自らの管轄権を肯定した。

#### 強制管轄受諾宣言
国際司法裁判所規程第36条第2項によると、各国は法律的紛争について、同一の義務を受諾する他国との関係において、特別の合意を成すことなしにICJの管轄権を義務的なものとして受諾する旨を宣言することができる。これを強制管轄受諾宣言、または選択条項受諾宣言という。ここでいう法律的紛争として具体的に規程第36条第2項には、条約の解釈、国際法上の問題、国際義務の違反となるような事実の存在、損害賠償の性質または範囲、が規定される。強制管轄受諾宣言は一定の範囲内でICJの義務的管轄を除外することも合わせて宣言される（これを「留保」という）ことが多く、宣言を行っている国の間では、互いに同一の義務を受諾する旨が宣言されている範囲内においてのみICJの強制管轄権が発生する。以下にニカラグアとアメリカの宣言を引用する。
| ニカラグアの強制管轄受諾宣言                                                                                          | アメリカ合衆国の強制管轄受諾宣言 |
| --- | --- |
| 1929年9月24日 私はニカラグア共和国を代表し、常設国際司法裁判所の管轄が無条件に強制的であることを認める。 T.F.メディナ | 私、アメリカ合衆国大統領ハリー・S・トルーマンは（中略）、アメリカ合衆国が、今後生じる（中略）法律的紛争についての国際司法裁判所の管轄を同一の義務を受諾する他の国に対する関係において（中略）義務的であると認めることを（中略）宣言する。 （中略）ただし、この宣言は次のものには適用されない。 1. （略） 2. （略） 3. 判決によって影響されるすべての条約当事国が裁判所に提起された事件の当事者である場合（中略）を除き、多国間条約の下で生ずる紛争 この宣言は5年の効力期間を有し、その後はこの宣言を終了させる通告がなされた後、6箇月が満了する時まで効力を有する。 1946年8月14日ワシントンにおいて作成。 |

ニカラグアによる1929年の宣言はICJではなく常設国際司法裁判所（PCIJ）の強制管轄を受諾する宣言であったが、ICJ規程第36条第5項により、戦後設立されたICJの強制管轄受諾国とみなされるとニカラグアは主張した。この点を含めアメリカはICJには本件を審理する管轄権がないことを主張したが、ICJは以下のようにこれを退けたのである。
| 論点                                   | アメリカの抗弁 | 判決 |
| -------------------------------------- | --- | --- |
| ニカラグアのPCIJの管轄受諾宣言の有効性 | 1929年にニカラグアは宣言を行ったが批准書を寄託していないため同宣言の効力は発生しておらず、PCIJの強制管轄をICJが継承する旨を定めたICJ規程第36条第5項の適用対象とはならない。 | ニカラグアは1929年宣言の後に批准書を寄託しなかったが、1946年以降批准書未寄託という注釈つきではあったがICJの年鑑に強制管轄受諾国としてリストアップされ続け、ニカラグアもこれを特に否定をしなかったため同国はこれを黙認したものと解される。ニカラグアが批准書を寄託すれば効力は生じたであろうし、ニカラグアの宣言は無条件のものであったので無期限の潜在的効力を持っていた。この黙認によりニカラグアはICJ規程第36条第2項に基づくICJの強制管轄受諾を認めたこととなり、そのためニカラグアがアメリカに対して「同一の義務を受諾する国」であると結論する。                                                           |
| 本件でのアメリカの宣言の有効性         | 1984年4月6日（ニカラグアによる提訴の3日前）に「1946年の管轄権受諾宣言は、中米の国家との紛争や中米における事件から生じる紛争には適用されない」と、自国の宣言を「修正」する通告をICJに行っており、これは効力を生ずるために6ヶ月を要する「終了」には該当せず、この「修正」によりICJの管轄権は本件には及ばない。 | アメリカの宣言によれば、「この宣言を終了させる通告がなされた後、6箇月が満了する時まで効力を有する」こととされており、アメリカの通告は同国宣言の部分的終了であるため通告の効力発生のためには6ヵ月の期間を経なければならず、そのため同通告をもってアメリカの宣言を無効にすることはできない。 |
| 影響を受ける他の多国間条約当事国       | 判決によって影響されるすべての条約当事国が裁判所に提起された事件の当事者である場合を除いて多国間条約の下で生じる紛争はICJの強制管轄から除外しており、エルサルバドル、コスタリカ、ホンジュラスといった本案判決が下された場合に影響を受ける可能性がある国々が本件の当事者となっていないにもかかわらずニカラグアは国連憲章や米州機構憲章といった多国間条約上のアメリカの義務違反を主張しており、そのためアメリカの強制管轄受諾宣言は本件には及ばない。 | アメリカの宣言が言うところの「影響される」国について、その認定主体を同国宣言は明らかにしておらず、「影響される」国が存在するならば個々の国が自国の利益保護のために訴訟を提起するか、または本件訴訟に参加表明をするか、いずれかを選択することになる。しかし仮にICJがニカラグアの請求を却下すればそうした第三国の請求はなくなることになり、そのためすべての「影響される」国が参加しているかどうかについては結局ICJが判断せざるを得ないが、これは事件の本案に関する実質事項にかかわる問題であり、したがってアメリカの宣言における多国間条約に関する留保についての抗弁はもっぱら先決的性質を有する事柄ではない。 |

上記のようにICJは常設国際司法裁判所(PCIJ)の強制管轄受諾国としてのニカラグアの地位を否定したが、ニカラグアが批准書を寄託していなかったにもかかわらず、戦前のPCIJの強制管轄をICJが継承する旨を定めたICJ規程第36条第5項によりニカラグアの宣言が拘束力を生じたとする多数意見の論理展開は批判されることも少なくなく、実際に先決的判決に反対した5名の裁判官もこの点を指摘している。

#### 友好通商航海条約
ニカラグアは両国の強制管轄受諾宣言とともにICJの管轄権の基礎として、1956年に結ばれた両国間の友好通商航海条約の第24条を援用した。特定の条約の中に紛争解決手段としてICJに付託すること定めた条項を挿入したものを裁判条項といい、ICJの管轄権の基礎として強制管轄受諾宣言に加えてこうした裁判条項を併せて原告国が主張することは少なくない。このような二国間条約における裁判条項の場合、二国間条約が締結される点で両国間関係は友好的であるか、または条約が締結された時点で将来生じうる両国間紛争についてある程度見通しが立っていることが多いため、管轄権に関する抗弁がなされることは少ないが、本件においてはICJの管轄権の基礎として原告国ニカラグアが主張した両国間条約における裁判条項に対しても被告国アメリカはそれを否定する主張をした。以下にニカラグアが援用した両国間条約の裁判条項を引用する。
ニカラグアはアメリカによる軍事的・準軍事的活動が同条約に違反していると主張するとともに、上記第24条第2項を援用してニカラグアが同条約上の義務違反を主張する場合にはICJの強制管轄が生じると主張した。アメリカはこの点に関しても、ニカラグアは提訴の段階で友好通商航海条約に言及していなかったのであって審理が開始されてからこれを追加することは認めるべきではない、と抗弁したが、ICJは、提訴の段階で当該条約に言及しなかったとしても審理の段階でその条約を援用することが禁止されるわけではない、としてアメリカの抗弁を退けた。

### 受理可能性
| 論点             | アメリカの抗弁 | 判決 |
| ---------------- | --- | --- |
| 進行中の武力紛争 | ニカラグアはアメリカによる違法な武力行使を主張しているが、国連憲章のもとにおいてこうした進行中の武力紛争はICJではなく安全保障理事会の専権事項であってICJの司法的解決にはなじまないため、ICJは国連憲章第51条にもとづく自衛権の問題を受理できず、進行中の武力紛争を扱うべきではない。 | 安保理の手続きとICJの手続きは並行して行うことができるし、ニカラグアの請求は紛争の平和的解決を目指すものであり、適切に国連の主要な司法機関たるICJに付託されている。 |

「進行中の武力紛争」に関するアメリカの抗弁は、直接的にアメリカは言及こそしなかったものの政治的性格の強い紛争（政治的紛争）に関する請求の受理可能性を争うものであり、従来からICJでこのような先決的抗弁が主張されることは少なくない。ICJは紛争の政治性を理由に請求の受理可能性を否定することに対しては極めて消極的であり、紛争に政治的側面と法律的側面の双方があったとしてもそのうちの法律的側面を扱うことでICJの司法的機能を果たすことができるとする見解をICJは従来から示している。

## アメリカの出廷拒否と欠席裁判

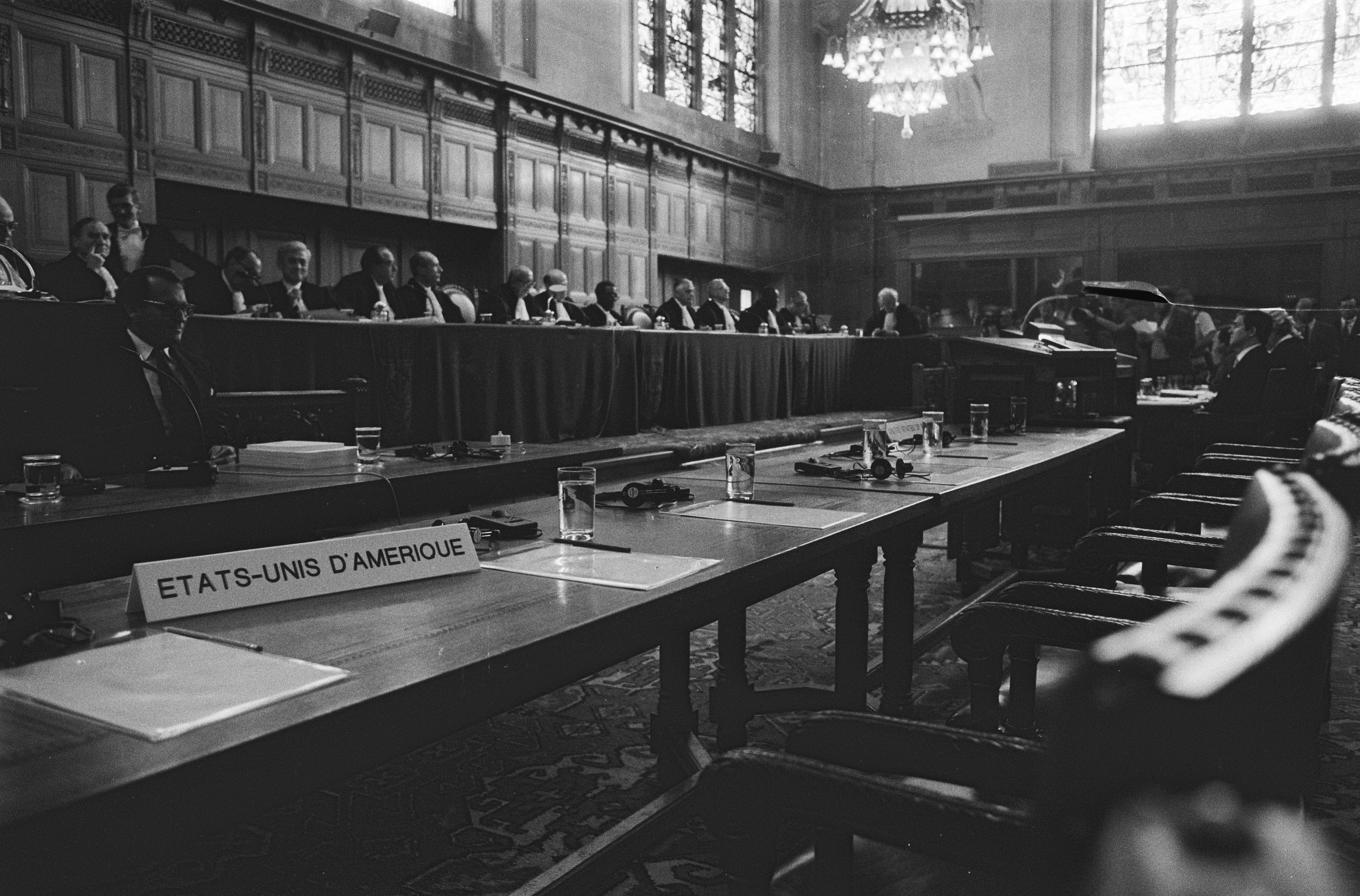
1985年9月12日に開催された口頭弁論の様子。"ETATS-UNIS D'AMERIQUE"(「アメリカ合衆国」の意)と書かれた席は空席。

1985年1月18日、アメリカは1984年11月26日の先決的判決を不服とし以下のような声明を発した。
アメリカはこの声明以降本件の審理には参加しなかった。ICJ規程第53条により、ICJは管轄権の存在と原告国の請求の根拠とを確認すれば、当事者の一方が出廷しない場合であっても裁判を行うことができる。ICJが設立されて以降当事国が出廷を拒否したまま裁判が行われたのは、1974年のアイスランド漁業管轄権事件判決におけるアイスランド、同年の核実験事件判決におけるフランス、1980年の在イランアメリカ大使館員人質事件判決におけるイランに続き、本件で4例目であった。しかし本件におけるアメリカの態度は、先決的判決の審理に参加しておきながら自国に不利な判決が下された段階で審理不参加を決定したという点で、前述の3カ国の態度とは性質が異なる。その後アメリカは自国の強制管轄受諾宣言を終了させる旨を通告し、この宣言終了は1986年4月7日に発効した。さらにアメリカはニカラグアが本件を審理する管轄権がICJにあることの根拠として援用した1956年友好通商航海条約を破棄し、この破棄は1986年5月1日に発効した。しかしこれらのアメリカの行動は、すでに成立している管轄権に影響を及ぼすものではないとし、ICJは審理を継続した。

## 本案判決

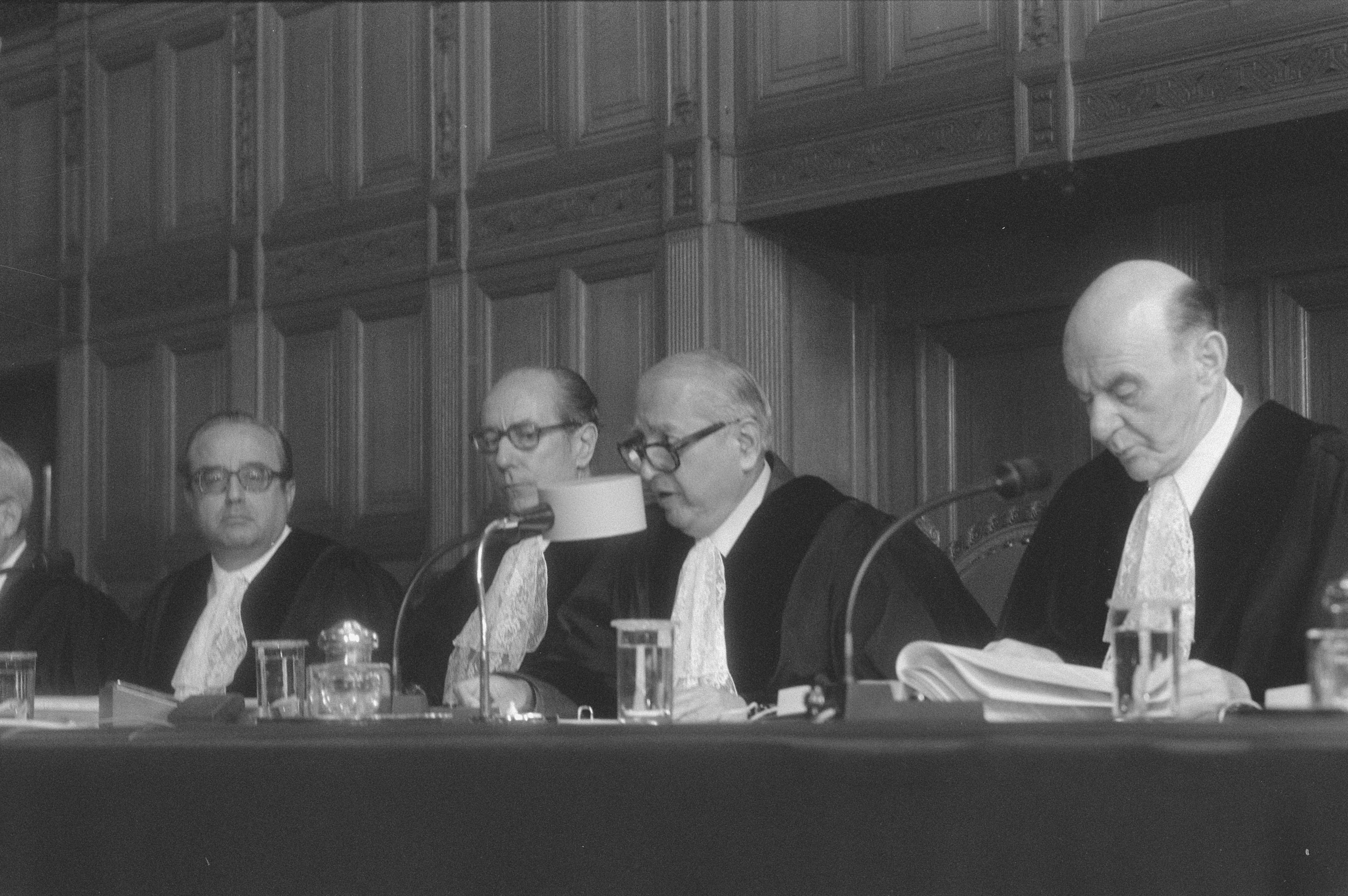
1986年6月27日の本案判決言渡しの様子。左からホセ・マリア・ルーダ判事、ギ・ラドレ・ド・ラシャリエール副裁判長、ナジェンドラ・シン裁判長、マンフレッド・ラックス判事。

### 適用法規
ICJは、アメリカがエルサルバドルなどのための集団的自衛権行使であったと主張していることから、ニカラグアによる米州機構憲章違反との主張に対して裁定を下せば米州機構憲章という多国間条約の締約国が影響を受けることになるとし、これら多国間条約に基づくニカラグアの請求を受理することはできないとしたが、ICJ規程第38条に基づく多国間条約以外の法源、特に慣習国際法の適用は妨げられないとした。ICJはアメリカの宣言にある多数国間条約をめぐる紛争をICJの強制管轄から除外する旨の留保(#強制管轄受諾宣言参照)の有効性を認めて国連憲章や米州機構憲章といった多数国間条約は本件の適用法規から除外されるとした上で、多数国間条約に規定されている規則と同じ内容の慣習国際法が存在するならば、それを本件に適用することは可能としたのである。つまり以下に説明する1986年6月27日の本案判決は、アメリカの行動が慣習国際法や両国間の友好通商航海条約などのような二国間条約に違反するかという点にのみ絞って判断されたものである。

### 内政干渉と武力行使
ICJはアメリカの行動に関して以下のことを事実として認定した。
- アメリカ大統領の指令を受けた中央情報局(CIA)の職員によって雇用された人員が、ニカラグアの港に機雷を敷設して損害を発生させたこと[46]。
- アメリカの指揮・監督下において、アメリカ合衆国に雇用された人員が港湾施設、海軍基地、石油施設に攻撃をしたこと[14]。
- ニカラグアの反政府武装組織コントラに対して大規模な資金供与、訓練、武装化、組織化を行ったこと[14]。ただしコントラの行動すべてがアメリカの責に帰すわけではない[14]。
- 偵察飛行による領空侵犯と超音速飛行による衝撃波[46]。
- ニカラグア国境付近における軍事演習[46]。
- ニカラグア文民に対する発砲[46]。
- ニカラグア政府役人の「無害化」を推奨した手引書『ゲリラ戦における心理作戦（英語版）』等を作成しコントラに供与したこと[46]。
- ニカラグア船舶のアメリカへの寄港禁止やアメリカ国内の空港からのニカラグア航空機発着締め出しを含む全面的禁輸措置[46]。

先決的判決に際した抗弁の中で、アメリカはニカラグアに対する一連の行動をエルサルバドル、ホンジュラス、コスタリカに対するニカラグアの武力攻撃・ゲリラ支援に対応した集団的自衛権の行使であると主張していた。この点に関し本案判決多数意見は、ニカラグアの行動に関しても以下のことを事実として認定した。
- 1979年から1981年初頭にニカラグア領内からエルサルバドルの反政府団体に対して武器の流出があった[56][53]。ただしそれ以降の反政府団体への支援などについてニカラグアの責任を認定するには証拠不十分[46]。
- 1982年から1984年にニカラグア領内からホンジュラスとコスタリカの領域への越境が行われた[53][46]。しかしこの越境がニカラグアの責に帰す武力攻撃であったかどうかを決定するには証拠不十分[57]。

ニカラグアはアメリカの行動が2国間の友好通商航海条約の趣旨・目的を破壊するものであったと主張したため、ICJはアメリカの上記行動が同条約第21条が言うところの「本質的な安全保障上の利益を守るために必要な措置」に該当するかを審理した。ニカラグアの港湾や石油施設などへの攻撃、機雷の敷設といったアメリカの行動についてICJは、2国間条約の精神を破壊するものであったとの裁定した。特に機雷の敷設については、友好通商航海条約第19条が保障する航行や通商の自由を侵害するものであったとした。また禁輸措置など通商関係の一方的な破棄は2国間条約の趣旨・目的を無効にするとまでは言えないものの、条約上の義務に違反した措置であったと判断した。
国連憲章第51条は相手国からの「武力攻撃」が発生したことを自衛権行使のための要件としているが、ICJは国連憲章第2条第4項において明文化された「武力の行使」を禁止する武力行使禁止原則は慣習国際法上の原則と合致したものであるとして、慣習国際法上の「武力の行使」の概念を以下のように定義し、相手国による自衛権行使が容認される「武力の行使」と容認されない「武力の行使」とを区別した。
|                        | （A）最も重大な形態の武力の行使 （武力攻撃）                                        | （B）より重大ではない形態の武力の行使 （武力攻撃に至らない程度の武力行使）                |
| ---------------------- | ----------------------------------------------------------------------------------- | ----------------------------------------------------------------------------------------- |
| 具体例                 | 正規軍による越境軍事攻撃 それに匹敵するほどの武力行為を行う武装集団等の派遣・援助等 | 正規軍による単なる越境事件 正規軍による軍事攻撃に匹敵しない程度の私人の武力行為の黙認等   |
| 許容される被害国の対応 | 個別的または集団的自衛権の行使                                                      | 被害国による均衡性のとれた対抗措置 集団的対応は不可、武力を伴う対抗措置が可能かは判断回避 |

| 個別的および集団的自衛権行使の要件 | 個別的および集団的自衛権行使の要件 | 個別的および集団的自衛権行使の要件 |
| 要件 | 個別的                             | 集団的                             |
| --- | ---------------------------------- | ---------------------------------- |
| 必要性 |                                    |                                    |
| 均衡性 |                                    |                                    |
| 攻撃を受けた旨の表明 |                                    |                                    |
| 援助要請 |                                    |                                    |
| 本案判決多数意見は、で示した要件のうちいずれかひとつでも満たさない場合には正当な自衛権行使とは見なされないとし、ニカラグアに対する軍事的・準軍事的活動を集団的自衛権の行使としたアメリカの主張を退けた。 |                                    |                                    |

その上で、ニカラグアからエルサルバドルに対する武器の流入は、場合によっては国際法上内政不干渉の原則に反した違法な行為（上記表のB）であった可能性を指摘しながらも、直接の被害国ではない第三国が集団的な武力対応を行うことの対象となる行為、すなわち集団的自衛権を行使する対象となる行為（上記表のA）には該当しないとした。
以上を踏まえた上でICJは、集団的自衛権という権利が慣習国際法上の権利として確立していることについては認めたが、武力攻撃の犠牲国が自ら犠牲となった旨を宣言せず、なおかつ集団的自衛権を行使する国に対して犠牲国が援助要請をしていない場合に、集団的自衛権行使を容認する規則は慣習国際法上存在しないとし（右表「個別的および集団的自衛権行使の要件」も参照）、エルサルバドルは援助要請を行ったもののそれはエルサルバドルが本件訴訟への参加要請を行った1984年8月15日のことであって、これはアメリカによるニカラグアに対しての一連の行動よりもはるかに後のことであり、ホンジュラスとコスタリカに至っては援助要請を行っていないと指摘した。さらに自衛権行使のためには武力攻撃に反撃する必要が存在するという必要性の要件と、反撃行為が相手国の武力攻撃と均衡のとれたものでなければならないという均衡性の要件が満たされなければならないと指摘し、アメリカのニカラグアに対する活動はこの2つの要件をも満たさないとして、正当な集団的自衛権の行使であったとしたアメリカの主張を多数意見は退けた。
この集団的自衛権に関する多数意見に対しては2名の判事が反対意見の中で批判を述べた。アメリカ出身の判事シュウェーベルは「侵略の定義に関する決議」を引用しながら、ニカラグアのエルサルバドルへの非正規軍派遣などの活動は「武力攻撃」に該当するものであり、アメリカの集団的自衛権行使は正当なものであるとして多数意見を批判した。またイギリス出身の判事ジェニングスは、国連憲章第7章による国際的平和維持が実効性を欠いている状況で、多数意見のように自衛権行使のため要件を必要以上に厳格に課すことは危険であるとして、多数意見を批判した。多数意見は国連憲章第51条に「固有の権利」と表記されていることを集団的自衛権が慣習国際法上の権利として確立していることの根拠とし、確かに学説上も集団的自衛権が慣習国際法上国家の権利として確立していたことは疑いの余地がないことであるが、その行使のための要件のうち、武力攻撃を受けた旨を被害国が表明することと、援助要請をすることという2要件が、当時の慣習国際法上確立していたとした点について十分な論証をICJは行っていないとする批判も学説上有力である。

### 損害賠償
ニカラグアは本案判決に続く手続きにおいて賠償額をICJが決定することを求めたが、暫定的に直接的な損害として3億7020万ドルの支払いを命じる判決を求めた。ICJは慣習国際法と1956年友好通商航海条約に違反したことによりアメリカはニカラグアに対して損害賠償の義務を負うとしたが、当事者間の交渉による解決を妨げるような行動をICJは差し控えるべきであるとし、本案判決において示された紛争の平和的解決に関する諸原則を想起したうえで両当事国に対して協力することを求めた。そしてもし両当事国が損害賠償の性質と総額について交渉により合意に至ることができない場合には、本案判決に続く手続きにおいてICJが賠償額等を決定するとした。ニカラグアは1987年9月7日にICJに対して賠償額を決定するための手続き開始を求め112億1600万ドルの賠償を申し立てたが、アメリカはこれにも応じなかった。

### 各判事の賛否
| 多数意見 | 所長 シン | 副所長 ラシャリエール | ラックス | ルーダ   | イライアス | 小田     | アゴー   | カマラ   | シュウェーベル | ジェニングス | ムバイエ | ベジャウィ | 倪       | エベンセン | アドホック コラール |
| --- | --------- | --------------------- | -------- | -------- | ---------- | -------- | -------- | -------- | -------------- | ------------ | -------- | ---------- | -------- | ---------- | ------------------- |
| （1）多国間条約の下で生じる紛争をICJの管轄から除外するアメリカ宣言中の留保を認める （賛成11/反対4）                              | 賛成      | 賛成                  | 賛成     | 反対     | 反対       | 賛成     | 賛成     | 反対     | 賛成           | 賛成         | 賛成     | 賛成       | 反対     | 賛成       | 賛成                |
| （2）正当な集団的自衛権の行使であったとするアメリカの主張を却下する （賛成12/反対3）                                             | 賛成      | 賛成                  | 賛成     | 賛成     | 賛成       | 反対     | 賛成     | 賛成     | 反対           | 反対         | 賛成     | 賛成       | 賛成     | 賛成       | 賛成                |
| （3）アメリカのコントラへの支援は慣習国際法上の内政不干渉の原則に違反する （賛成12/反対3）                                       | 賛成      | 賛成                  | 賛成     | 賛成     | 賛成       | 反対     | 賛成     | 賛成     | 反対           | 反対         | 賛成     | 賛成       | 賛成     | 賛成       | 賛成                |
| （4）アメリカのニカラグア領域への攻撃は慣習国際法上の武力行使禁止原則に違反する （賛成12/反対3）                                 | 賛成      | 賛成                  | 賛成     | 賛成     | 賛成       | 反対     | 賛成     | 賛成     | 反対           | 反対         | 賛成     | 賛成       | 賛成     | 賛成       | 賛成                |
| （5）アメリカのニカラグア領域への攻撃と(3)の内政干渉は他国主権を尊重すべき慣習国際法に違反する （賛成12/反対3）                  | 賛成      | 賛成                  | 賛成     | 賛成     | 賛成       | 反対     | 賛成     | 賛成     | 反対           | 反対         | 賛成     | 賛成       | 賛成     | 賛成       | 賛成                |
| （6）アメリカの機雷敷設は慣習国際法上の武力行使禁止原則、内政不干渉原則、海上通商・交通の自由の原則に違反する （賛成12/反対3）   | 賛成      | 賛成                  | 賛成     | 賛成     | 賛成       | 反対     | 賛成     | 賛成     | 反対           | 反対         | 賛成     | 賛成       | 賛成     | 賛成       | 賛成                |
| （7）アメリカによる（6）の行為は両国間の1956年友好通商航海条約第19条に違反する （賛成14/反対1）                                  | 賛成      | 賛成                  | 賛成     | 賛成     | 賛成       | 賛成     | 賛成     | 賛成     | 反対           | 賛成         | 賛成     | 賛成       | 賛成     | 賛成       | 賛成                |
| （8）アメリカが機雷の存在と位置を告知しなかったことは慣習国際法に違反する （賛成14/反対1）                                       | 賛成      | 賛成                  | 賛成     | 賛成     | 賛成       | 反対     | 賛成     | 賛成     | 賛成           | 賛成         | 賛成     | 賛成       | 賛成     | 賛成       | 賛成                |
| （9）アメリカは『ゲリラ戦における心理作戦』を作成・配布しコントラによる国際人道法上の原則に反する行動を助長した （賛成14/反対1） | 賛成      | 賛成                  | 賛成     | 賛成     | 賛成       | 反対     | 賛成     | 賛成     | 賛成           | 賛成         | 賛成     | 賛成       | 賛成     | 賛成       | 賛成                |
| （10）ニカラグア領域への攻撃やニカラグアとの禁輸措置は友好通商航海条約の趣旨・目的をなくすものである （賛成12/反対3)             | 賛成      | 賛成                  | 賛成     | 賛成     | 賛成       | 反対     | 賛成     | 賛成     | 反対           | 反対         | 賛成     | 賛成       | 賛成     | 賛成       | 賛成                |
| (11)ニカラグア領域への攻撃やニカラグアとの禁輸措置は友好通商航海条約第19条に違反する (賛成12/反対3)                              | 賛成      | 賛成                  | 賛成     | 賛成     | 賛成       | 反対     | 賛成     | 賛成     | 反対           | 反対         | 賛成     | 賛成       | 賛成     | 賛成       | 賛成                |
| (12)アメリカは上記の法的義務に反する行動を直ちに中止し、控える義務を負う (賛成12/反対3)                                          | 賛成      | 賛成                  | 賛成     | 賛成     | 賛成       | 反対     | 賛成     | 賛成     | 反対           | 反対         | 賛成     | 賛成       | 賛成     | 賛成       | 賛成                |
| (13)アメリカは慣習国際法への違反によってニカラグアに与えた損害を賠償しなければならない (賛成12/反対3)                            | 賛成      | 賛成                  | 賛成     | 賛成     | 賛成       | 反対     | 賛成     | 賛成     | 反対           | 反対         | 賛成     | 賛成       | 賛成     | 賛成       | 賛成                |
| (14)アメリカは友好通商航海条約への違反によってニカラグアに与えた損害を賠償しなければならない (賛成14/反対1)                      | 賛成      | 賛成                  | 賛成     | 賛成     | 賛成       | 賛成     | 賛成     | 賛成     | 反対           | 賛成         | 賛成     | 賛成       | 賛成     | 賛成       | 賛成                |
| (15)賠償の範囲と性質は当事国が合意しない場合ICJが本案判決に続く手続きで決定する (賛成14/反対1）                                  | 賛成      | 賛成                  | 賛成     | 賛成     | 賛成       | 賛成     | 賛成     | 賛成     | 反対           | 賛成         | 賛成     | 賛成       | 賛成     | 賛成       | 賛成                |
| （16）両国に対し国際法に従い平和的手段で紛争を解決すべき義務を想起させる （賛成15/反対0）                                        | 賛成      | 賛成                  | 賛成     | 賛成     | 賛成       | 賛成     | 賛成     | 賛成     | 賛成           | 賛成         | 賛成     | 賛成       | 賛成     | 賛成       | 賛成                |
| 個別または反対意見文リンク 国際司法裁判所 （英語、フランス語）                                                                   | 個別意見  | 無                    | 個別意見 | 個別意見 | 個別意見   | 反対意見 | 個別意見 | 個別意見 | 反対意見       | 反対意見     | 無       | 無         | 個別意見 | 無         | 無                  |

## アメリカの判決履行拒否
|                |                      |
| 国連総会会議場 |                      |
| 採択日         | 決議文リンク（英語） |
| 1986年11月3日  | 決議41/31            |
| 1987年11月11日 | 決議42/18            |
| 1988年12月9日  | 決議43/11            |
| 1989年12月9日  | 決議44/43            |

1986年7月11日、ニカラグアは国連安保理に対して1986年6月27日の本案判決履行を求める決議採択を提案した。しかし安保理常任理事国のアメリカが拒否権を行使したことにより、判決履行を求める決議案は否決された。同年8月21日にもニカラグアは安保理に対して同趣旨の提起を行ったが、やはりアメリカの拒否権行使によって安保理での決議採択はならなかった。アメリカの判決不遵守問題は国連総会でも審議され、1986年から1989年にかけて以下のように判決の遵守を求める決議が4度採択された。
しかしすべての国際連合加盟国対して法的拘束力を生じる安全保障理事会の決定と違い、基本的に国連総会決議は勧告としての機能を持つにしか過ぎず、結局アメリカは判決遵守を求める総会決議をすべて無視した。
国連憲章第94条第2項によれば、本件におけるアメリカのように一方の当事者がICJの判決を履行しない場合には、もう一方の当事者は国連安保理に提訴することができるとされている。しかし国連憲章第7章に基づいた強制措置に関する安保理の決定に対しては常任理事国の拒否権が作用するため、本件のように常任理事国が判決に従わない場合に安保理の強制措置が発動する可能性は極めて低い。実際には本件のようにICJの判決が履行されなかったケースは稀でICJ判決は自発的に履行される場合がほとんどではあるが、そのように判決が履行されるのは紛争発生後に当事国が裁判に付すことに合意した場合であって、本件のように紛争発生後に被告国の同意を得ずに紛争発生前の事前合意に基づいて手続きが進められた国際裁判では、被告国が判決に従わない場合がほとんどであるとする研究もある。1986年6月27日の判決を無視するアメリカの態度に鑑みて、ICJの判決には法的拘束力がない、などと報道されたこともある。国家権力が判決を強制的に履行させる国内裁判と比較すると、確かに本件ICJ判決は異質なものといえる。現代の国際社会は並立する複数の主権国家からなり、世界政府、世界軍、などといった国家の上に立つ権威は存在せず、その国家が当事者となるICJの裁判手続きは国内法で言うところの民事手続きに近いが、そのようなICJの裁判手続きにおいてまるでアメリカの刑事責任を追及したかのような、本件判決のような判断を実践することが果たして現実的に可能であるのか、疑問視する意見もある。結局のところICJは本件において裁判所としての任務である「紛争解決機能」果たすことができなかったとの批判もある。他方で自国の立場を国際世論に訴える意味では、大国による武力行使の違法性をICJ判決が認定したこと自体にニカラグアにとっては政治的な意味があるとする見方もある。そうした立場では「紛争解決機能」だけではなく「法宣言機能」もまた裁判所の任務のひとつであるとし、このニカラグア事件判決についても武力行使に関する国際法の内容について初めて本格的な判断がなされたという点で評価する見解も存在する。

## 裁判終了

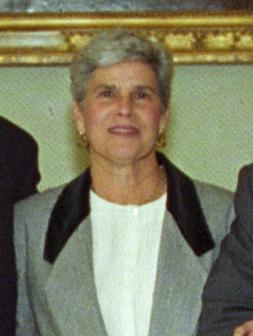
1990年2月25日にニカラグア大統領に就任したビオレタ・チャモロ。

1984年以降、コントラの活動によって生じた物的損害は2億5000万ドルにも上り、1万3000人の死傷者を出した。またこのような直接的損害だけでなくニカラグア国内では経済状況も悪化していった。GDPの成長率は1984年以降マイナスに転じ失業率は20パーセントを超えた。1985年にはインフレ化が進み、1984年に35.4パーセントだったインフレ率は翌1985年には219.5パーセント、1986年には681.6パーセント、1987年には1,100パーセントと急激に上昇していった。こうしたニカラグア国内経済への悪影響もコントラの活動に起因するものといえる。こうした危機的状況下でサンディニスタ政権は超緊縮政策をとらざるをえず、その結果ニカラグア国民の反感をかった。一方でアメリカでは、中米における紛争への介入に反対するアメリカ国内世論をうけ、1987年に議会がコントラへの援助停止を決定した。こうしたニカラグア国内の疲弊やアメリカのコントラに対する態度の変換から、両国の対立関係は次第に変化していく。1990年にニカラグアで行われた総選挙ではアメリカが支持する反体制国民連合が圧勝して同年2月25日にビオレタ・チャモロが大統領に選出され、4月19日にはサンディニスタ民族解放戦線とコントラの間で停戦協定が成立し、コントラの武装解除や政府軍の兵力縮小が行われた。ICJは1987年9月7日のニカラグアによる損害賠償額算定手続き開始の請求（#損害賠償参照）をうけて一旦手続きを開始したが、1991年6月5日にニカラグア議会はアメリカに賠償を要求することを定めたニカラグア国内法を廃止する法案を可決、前記のようにアメリカの支持のもと成立したニカラグアの新政権は1991年9月12日にICJに対し本件請求の取り下げを通告し、同年9月26日にICJは裁判終了を宣言する命令を下した。